# Ciliopagurus substriatiformis
Ciliopagurus substriatiformis is een tienpotigensoort uit de familie van de Diogenidae. De wetenschappelijke naam van de soort is voor het eerst geldig gepubliceerd in 1929 door Lorenthey.